# Hans von Poschinger
Johann (Hans) Michael Egon Benedikt Maria Ritter und Edler von Poschinger (* 4. April 1892 auf Gut Zengermoos bei München; † 19. März 1951 in München) war Guts- und Fabrikbesitzer, außerdem Kunstmaler.

## Familie
Hans von Poschinger entstammte der alten bayerischen Familie Poschinger, deren Stammlinie mit Joachim Poschinger (1523–1599), Gutsherr auf Oberzwieselau (Landkreis Regen) im Bayerischen Wald, beginnt und 1140 erstmals urkundlich genannt ist. Er war der Sohn des Gutsherrn und Glasfabrikanten Egon von Poschinger sen. (1864–1915) und dessen erster Ehefrau Anna Schmidt (1869–1901).
Sein jüngerer Bruder war der Fabrikant und Kunstmaler Egon von Poschinger (1894–1977), seine Großmutter die Fabrikantentochter und Kunstmalerin Henriette von Poschinger, geborene Steigerwald (1844–1903).
Poschinger heiratete am 17. August 1921 in Regensburg Beatrice Donle (* 15. Oktober 1894 in München; † 7. Februar 1952 ebenda), die Tochter des königlich bayerischen Wirklichen Geheimrats Dr. jur. Ludwig Ritter von Donle, Generaldirektor des Bayerischen Lloyd und Handelskammer-Präsident in Regensburg, und der Caroline Chatenay.

## Leben
Poschinger war wie seine Vorfahren Gutsbesitzer und Glasfabrikant. Von seiner Großmutter Henriette hatte er aber das künstlerische Talent geerbt, auf der Kunstakademie München seine Kenntnisse und technischen Fähigkeiten in der Malerei vertieft und konnte als wohlhabender Mann seinem Hobby wohl ausgiebig nachgehen. So wurde Poschinger ein Meister des Aquarells. Er entwarf aber auch Kollektionen für die seiner Familie gehörende Kristallglasmanufaktur Theresienthal.
Poschinger war 1938 und 1944 auf der Großen Deutschen Kunstausstellung in München vertreten.